# Erwin Pröll
Erwin Pröll (* 24. prosince 1946 Radlbrun) je bývalý zemský hejtman rakouské spolkové země Dolní Rakousy.

## Životopis
Narodil se ve vinařské rodině. Po maturitě a základní vojenské službě studoval na Zemědělské univerzitě ve Vídni. Ještě před promocí nastoupil v roce 1972 do rakouského Svazu sedláků a stal se referentem hospodářské politiky.
Již ve věku 33 let byl zvolen do zemské vlády a od roku 1981 byl náměstkem hejtmana. V roce 1991 se stal místopředsedou strany ÖVP a 20. října 1992 byl zvolen dolnorakouským hejtmanem. Od roku 1992 je také zemským dolnorakouským předsedou strany ÖVP. Do funkce dolnorakouského hejtmana byl opakovaně zvolen po následujících zemských volbách na konci 20. století a v prvních letech 21. století. V zemské vládě měl na starosti oblast zahraničních vztahů, dopravy, kultura, styku s veřejností a personální politiku. Funkci opustil 19. dubna 2017, kdy ho vystřídala jeho stranická kolegyně Johanna Miklová-Leitnerová.
Je ženatý a má 4 děti.

## Vyznamenání
- velká čestná dekorace ve stříbře na stuze Čestného odznaku Za zásluhy o Rakouskou republiku, Rakousko, 1997[2]
- velká čestná dekorace ve zlatě na stuze Čestného odznaku Za zásluhy o Rakouskou republiku, Rakousko, 2005[3]
- rytíř velkokříže Knížecího záslužného řádu, Lichtenštejnsko, 2012[4]
- Řád Stará planina I. třídy, Bulharsko, 2016
- velký záslužný kříž s hvězdou Záslužného řádu Spolkové republiky Německo, Německo
- velkokříž Řádu dynastie Oranžsko-nasavské, Nizozemsko
- rytíř velkokříže Řádu svatého Řehoře Velikého, Vatikán